# Hülya Darcan
Hülya Darcan Korel (* 27. April 1951 in Izmir) ist eine türkische Schauspielerin albanischer Abstammung.

## Leben und Karriere
Darcan wurde am 27. April 1951 in Izmir geboren. Sie belegte den dritten Platz im Cover-Girl-Wettbewerb der Zeitschrift Ses. Ihr Debüt gab sie 1969 in dem Film Silahları Ellerinde Öldüler. 1974 heiratete sie den türkischen Schauspieler Tanju Korel. In der Ehe bekam sie zwei Kinder. Eines von den Kindern ist die Schauspielerin Bergüzar Korel. Von 2014 bis 2019 bekam Darcan in der Fernsehserie Diriliş: Ertuğrul die Hauptrolle. Außerdem wurde sie für die Serie Şeref Sözü gecastet. 2022 war sie in der Serie Bir Zamanlar Çukurova zu sehen.

## Filmografie (Auswahl)

### Filme
- 1967: Silahları Ellerinde Öldüler
- 1967: Kanunsuz Toprak
- 1968: Bir Mahkum Kaçtı
- 1968: Sinanoğlu'nun Dönüşü
- 1969: Çakırcalı Mehmet Efe ve Ayşe
- 1969: Beyaz Mendilim
- 1970: Kara Leke
- 1972: Yirmi Yıl Sonra
- 1990: Kara Elmas

### Serien
- 1995: Bizim Ev
- 2002: Zeybek Ateşi
- 2003: Baba
- 2007: Tutsak
- 2011: Kalbim Seni Seçti
- 2012: Dila Hanım
- 2014–2019: Diriliş: Ertuğrul
- 2020: Şeref Sözü
- 2021: Bir Zamanlar Çukurova